# بولشایا سازانکا
بولشایا سازانکا (به لاتین: Bolshaya Sazanka) یک منطقهٔ مسکونی در روسیه است که در استان آمور واقع شده‌است.